# Deichmannia verrucispora
Deichmannia verrucispora är en svampart som beskrevs av Alstrup & D. Hawksw. 1990. Deichmannia verrucispora ingår i släktet Deichmannia, divisionen sporsäcksvampar och riket svampar.   Inga underarter finns listade i Catalogue of Life.